# Japan Gold Disc Awards
Les Japan Gold Disc Awards (日本ゴールドディスク大賞, Nippon gōrudodisuke taishō), sont créés en 1999, par la Recording Industry Association of Japan, pour récompenser les meilleurs artistes de l'industrie musicale japonaise.

## Récompenses principales

### Artiste de l'année
| Année | Japonais           | International   |
| ----- | ------------------ | --------------- |
| 1987  | Akina Nakamori     | Madonna         |
| 1988  | REBECCA            | The Beatles     |
| 1989  | Boøwy              | Bon Jovi        |
| 1990  | Southern All Stars | Madonna         |
| 1991  | Yumi Matsutoya     | Madonna         |
| 1992  | Chage and Aska     | Guns N' Roses   |
| 1993  | Chage and Aska     | Madonna         |
| 1994  | Wands              | The Beatles     |
| 1995  | TRF                | Mariah Carey    |
| 1996  | TRF                | Mariah Carey    |
| 1997  | Namie Amuro        | Me & My         |
| 1998  | GLAY               | Céline Dion     |
| 1999  | B'z                | Céline Dion     |
| 2000  | Hikaru Utada       | Céline Dion     |
| 2001  | Ayumi Hamasaki     | The Beatles     |
| 2002  | Ayumi Hamasaki     | Backstreet Boys |
| 2003  | Utada Hikaru       | Avril Lavigne   |
| 2004  | Ayumi Hamasaki     | 12 Girls Band   |
| 2005  | Orange Range       | Queen           |
| 2006  | Koda Kumi          | O-Zone          |
| 2007  | Koda Kumi          | Daniel Powter   |
| 2008  | EXILE              | Avril Lavigne   |
| 2009  | EXILE              | Madonna         |
| 2010  | Arashi             | The Beatles     |
| 2011  | Arashi             | Lady Gaga       |
| 2012  | AKB48              | Lady Gaga       |
| 2013  | AKB48              | Che'Nelle       |
| 2014  | AKB48              | One Direction   |
| 2015  | Arashi             | One Direction   |
| 2016  | Arashi             | The Beatles     |
| 2017  | Arashi             | Ariana Grande   |
| 2018  | Amuro Namie        | The Beatles     |
| 2019  | Amuro Namie        | Queen           |
| 2020  | Arashi             | Queen           |
| 2021  | Arashi             | Queen           |
| 2022  | Snow Man           | The Beatles     |
| 2023  | Snow Man           | The Beatles     |

### Album de l'année
| Année | Japonais                                                | International                                   | Asie                                    |
| ----- | ------------------------------------------------------- | ----------------------------------------------- | --------------------------------------- |
| 2007  | ALL SINGLES BEST de Kobukuro                            | Beautiful Songs                                 | -                                       |
| 2008  | EXILE LOVE d'EXILE                                      | The Best Damn Thing d'Avril Lavigne             | -                                       |
| 2009  | Exile Ballad Best d'EXILE                               | Viva La Vida de Coldplay                        | -                                       |
| 2010  | All the BEST! 1999-2009 d'Arashi                        | Michael Jackson's This Is It de Michael Jackson | -                                       |
| 2011  | Boku no Miteiru Fūkei d'Arashi                          | A Thousand Suns de Linkin Park                  | -                                       |
| 2012  | Ikimonobakari ~Members BEST Selection~ d'Ikimono Gakari | Born This Way de Lady Gaga                      | Girls' Generation de Girls' Generation  |
| 2013  | Mr.Children 2005-2010 <macro> de Mr. Children           | Believe de Che'Nelle                            | Super Girl de KARA                      |
| 2014  | LOVE de Arashi                                          | One Direction                                   | TVXQ                                    |
| 2015  | Tsugi no Ashiato d'AKB48                                | Taylor Swift                                    | TVXQ                                    |
| 2016  | JAPONISM d'Arashi                                       | The Beatles                                     | Super Junior-D&E                        |
| 2017  | SMAP 25 Years de SMAP                                   | Dangerous Woman de Ariana Grande                | Made Series de BIGBANG                  |
| 2018  | Finally de Amuro Namie                                  | ÷ de Ed Sheeran                                 | #TWICE de TWICE                         |
| 2019  | Umi no Oh, Yeah!! de Southern All Stars                 | Bohemian Rhapsody (OST) de Queen                | Face Yourself de BTS                    |
| 2020  | 5×20 All the BEST!! 1999-2019 d'Arashi                  | Lover de Taylor Swift                           | #TWICE2 de TWICE                        |
| 2021  | STRAY SHEEP de Yonezu Kenshi                            | Chromatica de Lady Gaga                         | MAP OF THE SOUL: 7 ~THE JOURNEY~ de BTS |
| 2022  | Snow Mania S1 de Snow Man                               | Voyage de ABBA                                  | BTS, The Best de BTS                    |
| 2023  | Snow Labo. S2 de Snow Man                               | Revolver (Special Edition) de The Beatles       | Dream de Seventeen                      |

### Single de l'année
| Année | Japonais                             | International                       |
| ----- | ------------------------------------ | ----------------------------------- |
| 2007  | Real Face de KAT-TUN                 | Kimi Ga Saikou ! de Park Yong-ha    |
| 2008  | Flavor Of Life d'Hikaru Utada        | Eien' de Park Yong-ha               |
| 2009  | Truth/Kaze No Mukou He d'Arashi      | Caramelldansen de Caramell          |
| 2010  | Believe/kumori nochi kaisei d'Arashi | Sahara (feat. Koshi Inaba) de Slash |
| 2011  | Beginner d'AKB48                     | Beginner d'AKB48                    |
| 2012  | Everyday, Katyusha d'AKB48           | Everyday, Katyusha d'AKB48          |
| 2013  | Manatsu No Sounds Good! d'AKB48      | Manatsu No Sounds Good! d'AKB48     |
| 2014  | Sayonara Crawl d'AKB48               | Sayonara Crawl d'AKB48              |
| 2015  | Labrador Retriever d'AKB48           | Labrador Retriever d'AKB48          |
| 2016  | Bokutachi wa Tatakawanai d'AKB48     | Bokutachi wa Tatakawanai d'AKB48    |

### Nouvel artiste de l'année
| Année | Japonais          | International    | Asie         |
| ----- | ----------------- | ---------------- | ------------ |
| 2007  | Ayaka             | Daniel Powter    | -            |
| 2008  | GReeeeN           | The Fratellis    | -            |
| 2009  | SHU-CHI-SHIN      | Leona Lewis      | -            |
| 2010  | Hilcrhyme         | Lady Gaga        | -            |
| 2011  | Girls' Generation | KARA             | -            |
| 2012  | Kis-My-Ft2        | LMFAO            | 2PM          |
| 2013  | Nogizaka46        | One Direction    | B1A4         |
| 2014  | Chris Hart        | Little Mix       | B.A.P        |
| 2015  | Johnny's WEST     | Ariana Grande    | Bangtan Boys |
| 2016  | [Alexandros]      | Sam Smith        | EXO          |
| 2017  | Keyakizaka46      | Fifth Harmony    | iKON         |
| 2018  | NGT48             | Grace VanderWaal | TWICE        |
| 2019  | King & Prince     | Alan Walker      | Seventeen    |
| 2020  | King Gnu          | Brittany Howard  | IZ*ONE       |
| 2021  | SixTONES          | Jawsh 685        | TXT          |
| 2022  | Yuuri             | Olivia Rodrigo   | Enhypen      |
| 2023  | Ocha Norma        | Su Ruiqi         | IVE          |